# The Dillinger Escape Plan
A The Dillinger Escape Plan egy amerikai metalcore együttes volt. 1997-ben alakultak Morris Plainsben, New Jersey államban. Elődjüknek az "Arcane" nevű hardcore punk együttes számított. Nevüket Amerika első számú közellenségéről, John Dillingerről kapták. Eleinte hardcore punk zenét játszottak, később álltak át a metalcore stílusra. Lemezkiadóik: Relapse Records, Party Smasher Inc. 2017-ben feloszlottak. Karrierjük kezdetén még a grindcore műfajban is jelen voltak. A metalcore és mathcore mellett experimental ("kísérletezős") és progresszív metalt játszottak. Amerikában kultzenekar. Magyarországon is felléptek már, először 2004-ben játszottak hazánkban, a Poison the Well-lel együtt. 2008-ban másodszor is koncerteztek itthon, az A38 Hajón. További zenekarok a Poison the Well és a Stolen Babies voltak. Legutoljára 2017. augusztus 11.-én jártak Magyarországon, utolsó koncertjük nálunk szintén az A38-on volt. Az együttes utolsó amerikai koncertjét 2017 decemberében tartotta. Feloszlásuk után a tagok más zenekarokban folytatták pályafutásukat.

## Tagjai
- Ben Weinman - gitár, programozás, vokál (1997-2017), ritmusgitár (1997, 2012-2013), basszusgitár (1999-2000)
- Liam Wilson - basszusgitár (2000-2017)
- Greg Puciato - ének (2001-2017), ritmusgitár (2007-2008)
- Billy Rymer - dobok, ütős hangszerek (2008-2017)
- Kevin Antreassian - ritmusgitár (2015-2017)

## Diszkográfia
- Calculating Infinity (1999)
- Miss Machine (2004)
- Ire Works (2007)
- Option Paralysis (2010)
- One of Us is the Killer (2013)
- Dissociation (2016)